# Cycnotrachelus flavonotatus
Cycnotrachelus flavonotatus is een keversoort uit de familie bladrolkevers (Attelabidae). De wetenschappelijke naam van de soort werd in 1935 gepubliceerd door Eduard Voss.